# X Большого Пса
X Большого Пса (лат. X Canis Majoris), HD 51550 — одиночная переменная звезда в созвездии Большого Пса на расстоянии приблизительно 1169 световых лет (около 358 парсеков) от Солнца. Видимая звёздная величина звезды — от +9,7m до +8,5m.

## Характеристики
X Большого Пса — красная пульсирующая медленная неправильная переменная звезда (LB) спектрального класса M7 или M5/6III.